# アラバマ時間
アラバマ時間ではアラバマ州で使用されている標準時について記す。アラバマ州では州全域で中部標準時（UTC-6）、夏時間に中部夏時間（UTC-5）を使用している。また、非公式にラッセル郡のフェニックスシティとその周辺の地域、チェンバース郡のラネット、リー郡の一部では東部標準時（UTC-5）、夏時間に東部夏時間（UTC-4）が使用されている。